# Синђереј
Синђереј (познат и као Санђереј) је град и седиште Синђерејског рејона, у Молдавији. Село Вранешти се налази под управом града.

## Историја
Од 1944. до 1991. град се звао Лазовск по молдавском комунисти Сергеју Лази.

## Медији
- Журнал ФМ - 95.2 MHz

## Знамените личности
- Антон Крихан - политичар
- Василије Гафенку - политичар
- Јон Хадирке - политичар
- Петру Хадирке - глумац
- Виталије Нагачевски - политичар

## Међународни односи
Синђереј је побратимљен са:
- Хирлау, Румунија